# Сан Марко (Леко)
Сан Марко је насеље у Италији у округу Леко, региону Ломбардија.
Према процени из 2011. у насељу је живело 87 становника. Насеље се налази на надморској висини од 665 м.